# Dervix Khan
Dervix Khan fou kan de l'Horda Blava i de l'Horda d'Or. Governava a la primera des de vers 1403, potser com a successor de Koirijak. Khuandemir i Abdul Ghassar situen prèviament com a kan a Sarai, durant un mes i mig a Sayyid Ahmad I però probablement va seguir al darrere i va ocupar el tron aprofitant la derrota d'Edigu davant Ulugh Muhammad Khan de Kazan i la fugida de Tjekre Khan el 1416.
Va deixar nombroses monedes encunyades a Bolghar, Sarai, Astracan, l'Horda i un lloc desconegut anomenat Bing Bazar; les dates són incertes però s'accepta que van del 805 de l'hègira (1403) al 822 (1419). De la Croix diu que era fill d'Alchi Khan (Hajji Muhammad Khan o Alchi Khan o Alaji Khan), establert al Volga i, per tant, germà de Sediak (Sayyid Ahmed I Khan) i d'Ibak Khan i, per tant, un xibànida, però les informacions segures sobre aquest kan són ínfimes.
Hauria governat a l'Horda Blava del 1403 o poc abans fins vers el 1419 i a l'Horda d'Or del 1416 al 1419 i a les dues hordes l'ahuria succeït el seu germà Sayyid Ahmad I.